# Fiat Industrial
Fiat Industrial foi uma empresa italiana na qual a Fiat SpA (empresa-mãe do Grupo Fiat) desmembrou a maioria de suas atividades, no início de 2011, não diretamente relacionadas com a indústria automóvel. A Fiat Industrial atua como uma holding para a fabricante de caminhões e vans Iveco, possui ainda uma participação de 100% na CNH Global e FPT Industrial, responsáveis pela produção de equipamentos agrícolas e atividades marítimas respetivamente, ambas englobadas no universo da Fiat Powertrain Technologies. A empresa era liderada por Sergio Marchionne, que acumulava como CEO da Fiat SpA.
Em 29 de Setembro de 2013 a CNH Global e Fiat Industrial anunciam fusão e passaram a se chamar CNH Industrial,a nova empresa passará a ser cotada nas bolsa de Nova York e na Bolsa de Valores Italiana.